# Wolfgang Horn (Psychologe)
Wolfgang Otto Paul Gustav Adolf Horn (* 20. März 1919 in Oppeln, Provinz Schlesien; † 3. Juli 2004 in Hayesville, North Carolina, Vereinigte Staaten) war Professor für Psychologie und Entwickler des Leistungsprüfsystems (LPS) sowie anderer Persönlichkeits- und Intelligenztests. 
Er diente im Zweiten Weltkrieg der deutschen Armee in der 10. Panzer-Division und wurde in Amerika und England als Kriegsgefangener inhaftiert. Nach dem Krieg erwarb er Vordiplom-, Diplom- und Doktorgrade an der Philipps-Universität Marburg. Er arbeitete für das Hessische Justizministerium und assistierte 1968 für vier Monate dem Persönlichkeitspsychologen Raymond Cattell an der University of Illinois. 1968 brachte er seine Familie in die USA und unterrichtete 15 Jahre lang an der University of Wisconsin in Stevens Point, wo er Experte für Tests zur Messung von Intelligenz und Persönlichkeit wurde.
Seine Schriften und Fotografien zu deutschen Angriffen auf die Sowjetunion und dem Afrikafeldzug während des Zweiten Weltkriegs wurden in der TimeLife Third Reich Series verwendet und Interviews mit ihm wurden auf dem History Channel gezeigt.
Er verbrachte seinen Ruhestand im Clay County, North Carolina, und unterrichtete Kunstkurse an einem Community College.